# رشيد أباد (باسخن)
رشید أباد (بالفارسية: رشیدآباد) هي قرية تقع في إيران في البلدة المركزية. يقدر عدد سكانها بـ 449 نسمة بحسب إحصاء 2016.